# 다크사이드 스토리
《다크사이드 스토리》(Darkside Story)는 1996년에 손노리가 제작한 횡스크롤 액션 게임으로, 어느 날 사라진 아빠(직업: 치과 의사)가 납치 당했다는 소식을 듣고 아빠를 찾으러 모험을 떠나는 딸의 이야기를 그리고 있다. 손노리 특유의 유머러스한 설정과 과감한 이야기식 진행이 압권인 작품으로 1990년대 중반 많은 인기를 누렸다.
이 게임은 여러 곳을 돌아다니며 깡패나 적과 싸우며 나가는 방식이다. 게임 도중에 뽑기 상자 앞에서 암호를 물어 보기도 한다. 일부 패치를 통해 다크사이드 스토리를 깨지 않아도 캐릭터를 바꾸거나 에너지를 미리 가득 채워 둘 수도 있다.

## 엔딩
목숨을 모두 잃었을 때는 "도대체 아빠는 어디 있는 거지?"와 같은 문장을 내뱉으며 게임이 끝난다. 게임을 완전히 끝내면 마지막에는 아빠를 찾긴 찾지만, 납치 당하신 게 아님이 밝혀지는 등 일종의 맥거핀 효과를 노린 허무한 엔딩을 보게 된다.